# Лар (Иран)
Лар (перс. لار‎) — город в Иране, в провинции (остане) Фарс. Является административным центром шахрестана Ларестан. Население — 66 377 чел. (по оценке 2005 года).
Жителей города называют лари. Большинство жителей разговаривает на местном диалекте персидского языка.

## История
Около 1470 и 1474 года город посетил Афанасий Никитин, упомянувший его в своих путевых записках «Хожение за три моря».

### Старый и Новый город
В Ларе выделяются две части города: Новый город (Шахре-джадид) и Старый (Шахре-гхадим). Новый город был воздвигнут после землетрясения 1960 года и в настоящее время сосредотачивает в себе бо́льшую часть населения, обладая современной развитой инфраструктурой — экономической и транспортной. В старой части города находится так называемый Базар Кайсарие, являющий собой образец городской планировки периода, предшествующего правлению династии Сефевидов, и в 2007 году включённый в предварительный список ЮНЕСКО.

## Транспорт
Лар соединяется современной скоростной магистралью с другими городами страны. Рядом с Ларом расположен международный аэропорт Ларестан, принимающий и выполняющий как рейсы местных авиалиний, так и в страны Персидского залива.